# Quản trị chiến lược
Quản trị chiến lược (tiếng Anh: strategic management) là khoa học và nghệ thuật về chiến lược nhằm xây dựng phương hướng và mục tiêu kinh doanh, triển khai, thực hiện kế hoạch ngắn hạn và dài hạn trên cơ sở nguồn lực hiện có nhằm giúp cho mỗi tổ chức có thể đạt được các mục tiêu dài hạn của nó

## Chiến lược trong quản trị
Chiến lược là phương hướng và phạm vi hành động của một tổ chức về dài hạn để nhằm mục tiêu đạt được lợi thế kinh doanh thông qua việc xác định nguồn lực hiện có thể sử dụng trong môi trường kinh doanh xác định để nhằm thỏa mãn nhu cầu của thị trường và đảm bảo lợi ích cho tất cả các Tác nhân liên quan (stakeholder). Theo quan điểm của công ty tư vấn và hỗ trợ chiến lược Win-Win, mục tiêu sâu xa của quản trị chiến lược là đặt doanh nghiệp vào vị thế tốt nhất trên thị trường mục tiêu, tối đa hóa giá trị dài hạn của doanh nghiệp.
Một cách cụ thể hơn chiến lược là nhằm:
- Đạt được mục tiêu của doanh nghiệp về dài hạn (kinh doanh & trách nhiệm xã hội) một cách bền vững (sustainable)
- Thị trường hoặc phân khúc thị trường mà công ty sẽ kinh doanh, những chiến thuật kinh doanh sẽ được áp dụng.
- Doanh nghiệp làm sao để chiếm ưu thế so với đối thủ trong những thị trường đó với những đối tượng khách hàng cụ thể?
- Cần dùng những nguồn lực gì (con người, kỹ năng, tài sản, tài chính, bí quyết công nghệ,..) để có thể đạt được mục tiêu đó.
- Những nguy cơ tiềm ẩn từ bên ngoài có thể ảnh hưởng đến sự thực thi chiến lược: môi trường, cạnh tranh, chính trị, tài nguyên,.. cá kế hoạch phòng ngừa rủi ro??
- Những giá trị mà doanh nghiệp sẽ mang đến cho Chủ sở hữu và Xã hội mà doanh nghiệp là Thành viên

Xét về quá trình, quản trị chiến lược được xem như là một quá trình quản lý bao gồm việc hình thành một tầm nhìn chiến lược (strategic vision), thiết lập những mục tiêu, soạn thảo một chiến lược, thực hiện chiến lược đó, và theo thời gian phải điều chỉnh chiến lược cho phù hợp với hoàn cảnh.

## Nhiệm vụ
1. Xác định mục tiêu - mục đích kinh doanh
2. Chiến lược và phạm vi chiến lược kinh doanh
3. Sách lược và Tiêu chuẩn đạo đức Kinh doanh
4. Văn hóa và Những Giá trị căn bản của Doanh nghiệp
5. Những Cam kết đối với cộng đồng Xã hội và Cổ đông